# Christopher Lee (ativista)
Christopher "Christoph" Lee (4 de setembro de 1964 – 22 de dezembro de 2012) foi um ativista transgênero estadunidense, e cineasta premiado na comunidade da área da baía de São Francisco. Ele também foi cofundador do Tranny Fest, agora chamado de San Francisco Transgender Film Festival (SFTFF). Em 2002 ele foi o primeiro homem abertamente trans Grande Marechal do Orgulho de São Francisco. A morte de Lee e a designação de seu gênero atribuído no nascimento em sua certidão de óbito, em vez de seu gênero autoidentificado, foi o ímpeto por trás da "Lei de Respeito Após a Morte", AB 1577, que foi aprovada na Califórnia em 26 de setembro de 2014.

## Vida pessoal
Christopher Lee nasceu em San Diego, Califórnia. Um obituário o descreve como "um ser poderoso e feroz de dois-espíritos " e "uma parte integrante da comunidade de recuperação".

## Ativismo
Em 1997, Lee colaborou com Al Austin e Elise Hurwitz para estabelecer o Tranny Fest (mais tarde renomeado como San Francisco Transgender Film Festival), o primeiro festival de cinema e artes transgênero do mundo.

## Morte e memorial
Christopher Lee morreu por suicídio em 22 de dezembro de 2012, após sofrer de depressão e doença mental. Cerimônias de cura comunitária, festivais de cinema de homenagem e arquivos LGBTQ foram dedicados à sua memória. Como Lee não havia atualizado o gênero em sua certidão de nascimento, o legista rotulou Lee como "feminino" em sua certidão de óbito, gerando controvérsia e debate jurídico. A família de Lee apresentou documentação indicando que Lee se autoidentificou como um "homem transgênero de mulher para homem". Com o apoio do Transgender Law Center e de Chino Scott-Chung, a "Lei de Respeito Após a Morte", AB 1577, foi apresentada à deputada da Califórnia, Toni Atkins. A missão do projeto era ajudar a preencher certidões de óbito de pessoas trans. AB 1577 foi aprovado pelo governador da Califórnia, Jerry Brown, em 26 de setembro de 2014.

## Honras e prêmios
Lee foi o primeiro Grande Marechal transgênero do Orgulho de São Francisco (2002).
Em junho de 2019, Lee foi um dos primeiros cinquenta "pioneiros, pioneiros e heróis" americanos introduzidos no Muro de Honra Nacional LGBTQ no Monumento Nacional de Stonewall (SNM) no Stonewall Inn de Nova Iorque. O SNM é o primeiro monumento nacional dos Estados Unidos dedicado aos direitos e à história LGBTQ, e a inauguração do muro foi programada para ocorrer durante o 50º aniversário da Rebelião de Stonewall.

## Filmografia
- Christopher's Chronicles (1996)[13]
- Trappings of Transhood (1997)[14]
- Alley of the TrannyBoys (1998)[15]
- Sex Flesh in Blood (1999)[16]